# Gueltas
Gueltas (bretonisch: Gweltaz) ist eine französische Gemeinde mit 532 Einwohnern (Stand 1. Januar 2022) im Département Morbihan in der Region Bretagne. Sie gehört zum Gemeindeverband Pontivy Communauté.

## Geographie
Gueltas liegt ganz im Norden des Départements Morbihan an der Grenze zum Département Côtes-d’Armor und gehört zum Pays de Pontivy.
Nachbargemeinden sind Saint-Gonnery im Norden, das im Département Côtes-d’Armor gelegene Saint-Maudan und Rohan im Osten, Crédin im Südosten, Kerfourn im Südwesten, Noyal-Pontivy im Westen sowie Saint-Gérand-Croixanvec im Nordwesten. 
Der Ort liegt etwas abseits von Straßen für den überregionalen Verkehr. Die wichtigste Straßenverbindung ist die D700/D768 (ehemals Route nationale 168), die nördlich der Gemeinde vorbeiführt. Durch den Ort selbst verläuft die D125 von Rohan nach Saint-Gérand. 
Die bedeutendsten Gewässer sind der Canal de Nantes à Brest und drei Stauseen (Étang aux Grebes, Étang de la Dame Noire und Étang du Château) im Südwesten der Gemeinde. Der Forêt de Branguily als großes, zusammenhängendes Waldstück bedeckt einen bedeutenden Teil des Gemeindeareals.

## Bevölkerungsentwicklung
| Jahr      | 1962 | 1968 | 1975 | 1982 | 1990 | 1999 | 2006 | 2019 |
| Einwohner | 649  | 610  | 591  | 545  | 518  | 544  | 525  | 514  |

## Geschichte
Die Gemeinde gehört historisch zur bretonischen Region Kernev (frz. Cornouaille) und innerhalb dieser Region zum Gebiet Bro Loudieg (frz. Pays de Loudéac) und teilt dessen Geschichte. Sie entstand 1839 durch eine Aufsplitterung der damaligen Gemeinde Noyal-Pontivy in fünf Gemeinden.

## Sehenswürdigkeiten
- Kirche Saint-Gildas im neogotischen Stil aus dem Jahr 1886 mit Kultgegenständen aus der Vorgängerkirche
- Rigole d’Hilvern (Regenwasser-Sickerkanal) von 1824 bis 1834
- das Haus Maison Paysanne aus dem 17. Jahrhundert in Kerloe
- Kalvarienberg aus dem 16. Jahrhundert
- Brunnen von Saint-Gildas aus dem 17. Jahrhundert
- Schleusenwärterhaus in Branguily aus dem 19. Jahrhundert
- Schleusentreppe von La Fôret aus dem 19. Jahrhundert

Quelle: